# Leptaegeria
Leptaegeria é um gênero de traça pertencente à família Brachodidae.